# Chodsigoa
Genre
Chodsigoa est un genre de petits mammifères insectivores. 
Ce genre est parfois considéré comme un synonyme ou un sous-genre de Soriculus.

## Liste des espèces
- Chodsigoa caovansunga Lunde, Musser et Son, 2003
- Chodsigoa hypsibia (de Winton, 1899)
- Chodsigoa lamula Thomas, 1912
- Chodsigoa parca G. M. Allen, 1923
- Chodsigoa parva G. M. Allen, 1923
- Chodsigoa salenskii (Kastschenko, 1907)
- Chodsigoa smithii Thomas, 1911
- Chodsigoa sodalis Thomas, 1913